# (5803) Ötzi
(5803) Ötzi est un astéroïde de la ceinture principale.

## Description
(5803) Ötzi est un astéroïde de la ceinture principale. Il fut découvert par Antonin Mrkos le 21 juillet 1984 à l'observatoire Klet'. Il présente une orbite caractérisée par un demi-grand axe de 2,64 UA, une excentricité de 0,217 et une inclinaison de 16,62° par rapport à l'écliptique.
Il fut nommé en référence à l'homme préhistorique Ötzi, découvert dans le Tyrol et dont les restes momifiés ont été datés de la fin de l'âge de pierre.

## Compléments